# Frantze Kuczinrade
Frantze Kuczinrade (auch Francze Koczinrade, Koczinrode) war im Mittelalter ein Dresdner Ratsherr und Bürgermeister.
Seine Familie stammte wahrscheinlich aus dem nahe Dresden gelegenen Ort Kötzschenbroda (1378: Koczschenbrode), wo verschiedene Dresdner Bürger Weinberge bzw. Felder besaßen.
Erstmals ist die Familie im Jahr 1352 in Dresden erwähnt, wo am 13. März 1352 ein Adolfus Koczenrode (Adolf von Koczcenrode) als Ratsherr und Zeuge in einer Urkunde genannt wird. Ab 1362 gehörte Frantze Koczinrade dem Dresdner Rat an. 1373 war er als Bürgermeister Aussteller einer Urkunde vom 5. Februar, ebenso im Jahr 1379.